# María Danelli
María Esther Mattano, más conocida como María Danelli (Buenos Aires, Argentina; 1945-ibídem, 29 de mayo de 2018), fue una actriz argentina de cine, radio, teatro y televisión.

## Carrera
Danelli fue una primera actriz de reparto. Se inició profesionalmente en la década de 1960 en teatro. Su carrera tuvo su mayor clímax en la década de los 70, cuando apareció frecuentemente en TV y en algunos filmes de corte policial dirigidos por Enrique Carreras.
Entre sus participaciones en la pantalla chica se destacan Alta Comedia, El pulpo negro, Jacinta Pichimahuida, Señorita Maestra, Libertad condicionada, No hace falta quererte, Estación terminal, Humor a la italiana, La sombra y El cuarteador, entre otras.
En cine actuó en las películas Carmiña (Su historia de amor) bajo la dirección de Julio Saraceni, con María De los Angeles Medrano y Arturo Puig; y Las locas, de Enrique Carreras, con Mercedes Carreras, Juan José Camero y Leonor Manso.
En sus últimos años de vida integró el elenco del tradicional ciclo radial Las dos carátulas, el teatro de la Humanidad, dirigido por Nora Massi.
Danelli falleció a la edad de 72 años, el 29 de mayo de 2018, tras una larga enfermedad, según informó la Asociación Argentina de Actores, entidad en la que estuvo afiliada desde 1968.
Su hermana, Olga Mattano, fue una reconocida vedette de teatro de revistas. En el 2019 le entregaron post mortem el Premio Podestá a la trayectoria.

## Filmografía
- 1981: Ceremonia secreta (para TV)
- 1977: Las locas.
- 1975: Carmiña (Su historia de amor).

## Televisión
- 1985/1986: Libertad condicionada.
- 1985: El pulpo negro.
- 1985: Momento de incertidumbre.
- 1984: Séptimo grado... adiós a la escuela.
- 1983/1984: Señorita Maestra.
- 1981/1982: La sombra.
- 1980/1981: Estación Terminal.
- 1980: Donde pueda quererte.
- 1977: El cuarteador.
- 1974/1977: Jacinta Pichimahuida... la maestra que no se olvida.
- 1975/1976: Alguna vez, algún día.
- 1976: El gato
- 1975: Alta comedia
- 1975: No hace falta quererte.
- 1974: Casada por poder.
- 1973: Humor a la italiana

## Teatro
- Mujeres, de Claire Boothe Luce, dirigida por Enrique Carreras.
- Una pasión arrabalera, de Roberto Habegger, con Mario Labardén.